# خايمي كولير
خايمي كولير (بالإسبانية: Jaime Collyer)‏ هو كاتب للأطفال وعالم نفس ومؤلف وكاتب تشيلي، ولد في 1955 في سانتياغو في تشيلي.